# Borghorster Stiftskreuz

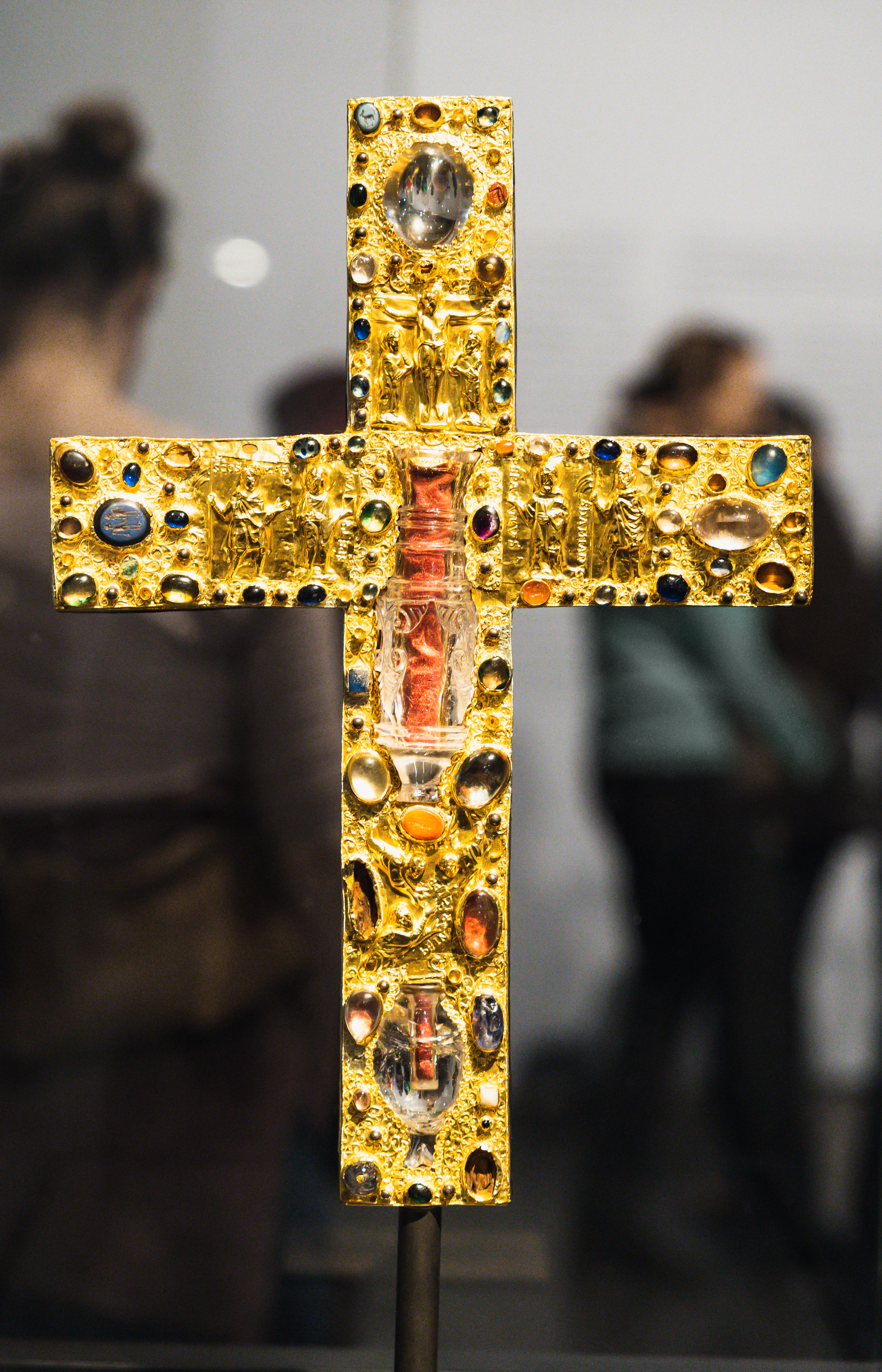
Borghorster Stiftskreuz, 2023

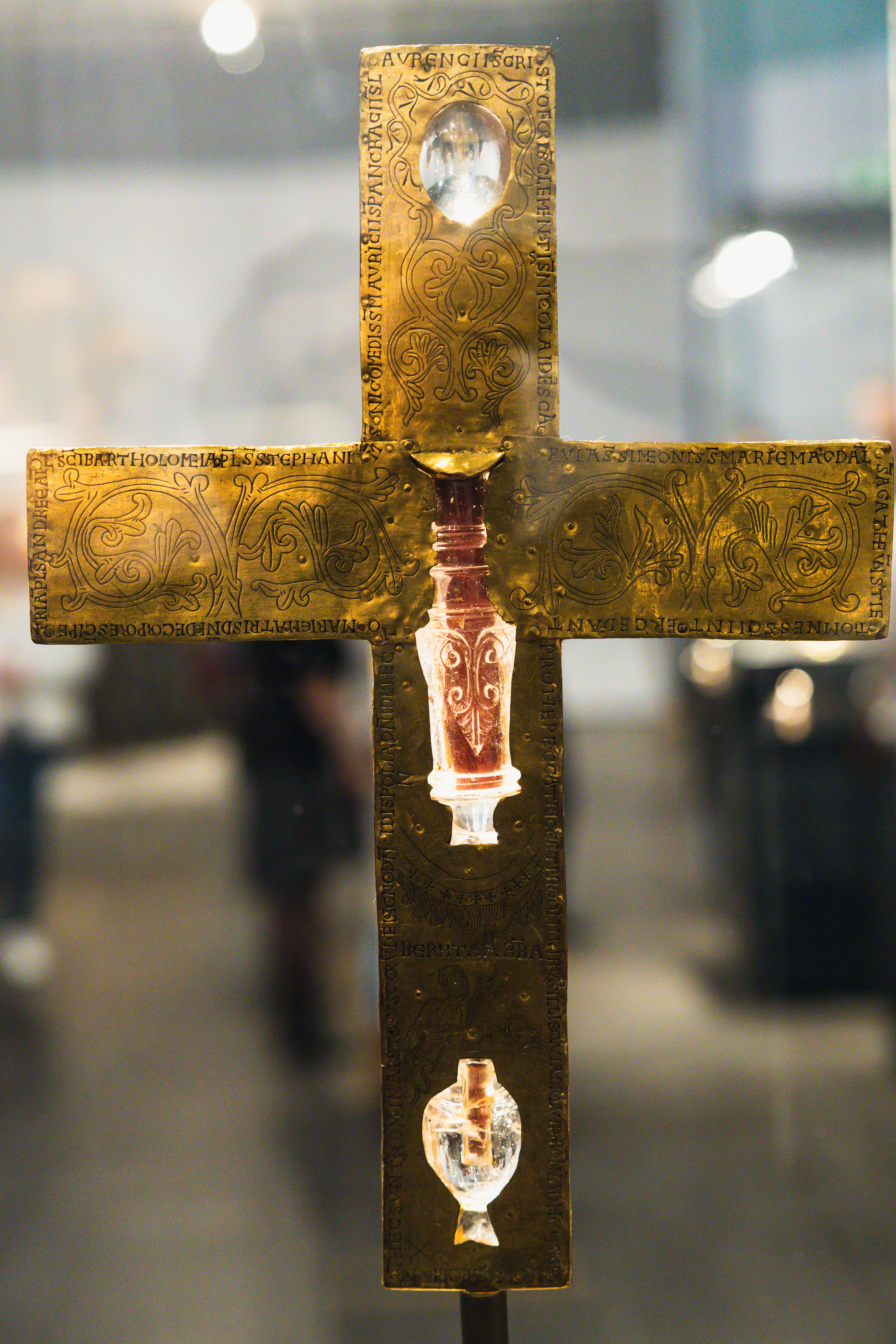
Rückseite

Das Borghorster Stiftskreuz ist ein goldenes Reliquienkreuz aus dem 11. Jahrhundert, das zum Kirchenschatz des Stifts Borghorst gehörte. Es gilt als eine der bedeutendsten ottonischen Goldschmiedearbeiten, die in Westfalen erhalten sind. Trotz seines überschaubaren materiellen Wertes verfügt es über einen hohen ideellen Wert.

## Beschreibung
Das Stiftskreuz besteht aus einem Holzkern, der auf der Vorderseite mit Gold-, auf der Rückseite mit Kupferblech beschlagen ist. Die Gesamthöhe beträgt 41,1 cm, die Breite 24,4 cm, die Balken sind 3,2 cm breit. In den Längsbalken sind drei Bergkristalle, darunter zwei fatimidische Fläschchen aus dem 10. Jahrhundert als Reliquienbehälter eingelassen, die von beiden Seiten sichtbar sind. Die Vorderseite ist mit Steinen, darunter einige antike Gemmen, feinem Filigran und getriebenen Reliefs besetzt. Die Reliefs zeigen im oberen Kreuzstamm über der Ampulle mit den Hauptreliquien die Kreuzigung. Rechts und links daneben auf dem Querbalken befinden sich Reliefs der Heiligen Petrus, Paulus, Cosmas und Damian. Unter dem zentralen Reliquienbehältnis auf dem Kreuzstamm ist eine Halbfigur dargestellt, die einen gekrönten Herrscher zeigt, der in Bittgeste die Hände erhoben hat und dem von oben zwei Engel entgegenschweben. Der Herrscher ist durch eine Umschrift HEINRICUS IPR, aufzulösen als Heinricus imperator, als Kaiser ausgewiesen.
Die Rückseite ist einfacher gestaltet. Auf ihr ist eine Umschrift eingraviert, die die enthaltenen Reliquien aufzählt und die als Reliquien versammelten Heiligen um Beistand für die Äbtissin und alle, die für das Kreuz Gutes getan haben, bittet. Unter der Kristallflasche mit den Hauptreliquien ist die Gestalt einer betenden Äbtissin, die von der Hand Gottes gesegnet wird, eingraviert. Die Beischrift BERTHA ABBA erlaubt die Identifikation mit der dritten Äbtissin des Stifts Borghorst.

## Kunsthistorische Forschung
Die Datierung des Kreuzes ergibt sich aus der Identifikation der abgebildeten Äbtissin Berta sowie der Abbildung eines Kaisers namens Heinrich. Der Kreuzstamm war der übliche Platz für das Stifterbildnis, die Darstellung Heinrichs ist an ähnlicher Stelle angebracht wie die Stifterbilder der beiden Essener Mathildenkreuze, des Regensburger Giselakreuzes oder der Siegelstein Lothars am Aachener Lotharkreuz. Während die ältere Forschung annahm, der nur als Henrici bezeichnete Kaiser sei Heinrich II., ein Förderer des Stiftes Borghorst, und die Entstehungszeit sei zwischen 1014 und 1024 zu fassen, wird die Entstehungszeit inzwischen um 1050 angesetzt, so dass vermutlich Heinrich III. Kreuz und Reliquien gestiftet hat. Möglicherweise entstand das Kreuz als Sühnestiftung Heinrichs, der 1048 in einen schweren Konflikt mit den Billungern geraten war, die Borghorst gegründet hatten. Im Zuge dieses Konflikts war der Billunger Graf Thietmar getötet worden, die Billunger verloren ihren Einfluss auf Borghorst.
Das Kreuz wurde in Essen, wahrscheinlich in der Goldschmiedewerkstatt der Essener Äbtissin Theophanu gefertigt, wie durch Analyse von Pollen nachgewiesen wurde, die im Bienenwachs zwischen Holzkern und Goldblechen gefunden wurden. Auf Essen deutet auch die Darstellung der Essener Stiftspatrone Cosmas und Damian auf der Vorderseite des Kreuzes.

## Objektgeschichte, Diebstahl und Wiederbeschaffung
Das Stiftskreuz war eines der wertvollsten Besitztümer des Stifts Borghorst und verblieb nach der Aufhebung des Stifts im Besitz der katholischen Pfarrkirche St. Nikomedes in Borghorst, wo es ab dem 22. März 2008 im Kirchenraum in einer Vitrine ausgestellt war.
Das Stiftskreuz war auf zahlreichen Ausstellungen mittelalterlicher Kunst zu sehen – so wurde es etwa 2005 für die Ausstellung „KirchenSchätze. 1200 Jahr Bistum Münster.“ in Münster, 2006 für die Ausstellung „Canossa 1077. Erschütterung der Welt. Geschichte, Kunst und Kultur am Aufgang der Romanik“ nach Paderborn und 2011 für die Ausstellung Treasures of Heaven („Schätze des Himmels“) an das British Museum nach London entliehen. Zuletzt war es 2012 für die Ausstellung „Goldene Pracht. Mittelalterliche Schatzkunst in Westfalen“ in Münster verliehen.
Am 29. Oktober 2013 um 13:24 Uhr wurde das Stiftskreuz aus der Vitrine in der Nikomedeskirche in Borghorst gestohlen. Nach der Ermittlung dreier Verdächtiger am 19. November 2013 erhob die Staatsanwaltschaft Münster am 3. März 2015 Anklage gegen drei aus Bremen stammende Männer. Sie wurden im Oktober 2015 zu langjährigen Haftstrafen verurteilt. Am 21. September 2016 wurde auch der mutmaßliche Drahtzieher hinter dem Diebstahl verhaftet. Am 16. Februar 2017 wurde bekannt, dass das wertvolle Kreuz zwei Tage zuvor sichergestellt werden konnte. Während des Prozesses gegen den mutmaßlichen Drahtzieher wurde im März 2017 bekannt, dass die Provinzial Rheinland aus Düsseldorf für die Wiederbeschaffung 100.000 Euro an einen Mittelsmann übergeben ließ. Ursprünglich wollte man die Zahlung nicht öffentlich machen, um Nachahmer nicht zu ähnlichen Taten zu animieren. Ende 2018 wurde ein Präsentations- und Sicherheitskonzept vereinbart, nach dessen Umsetzung das Stiftskreuz wieder in der Nikomedeskirche gezeigt werden kann. Seit dem 22. Juni 2024 ist das Kreuz in einem gesicherten Schrein auf einem 156 Zentimeter hohen und 14 Millimeter dünnen messingfarbenen Metallstab im umgestalteten Kirchenraum der Nikomedeskirche zu sehen.